# Resolutie 1926 Veiligheidsraad Verenigde Naties
Resolutie 1926 van de Veiligheidsraad van de Verenigde Naties werd op 2 juni 2010 unaniem door de VN-Veiligheidsraad aangenomen en legde het moment voor de verkiezing van een nieuwe rechter voor het Internationaal Gerechtshof vast.

## Achtergrond
Thomas Buergenthal werd als kind van Duits-Joodse ouders in 1933 geboren in voormalig Tsjecho-Slowakije. Hij groeide op in een Joods getto en later de concentratiekampen in Polen. Na de oorlog woonde hij met zijn moeder in Göttingen, om in 1951 naar de Verenigde Staten te emigreren. Daar studeerde hij rechten aan de New York-universiteit en internationaal recht aan de Harvard Law School.
Vervolgens doceerde hij aan verschillende Amerikaanse universiteiten. Ook zetelde hij in het Inter-Amerikaans Hof voor de Mensenrechten en het administratief tribunaal van de Inter-Amerikaanse Ontwikkelingsbank. In 1992-93 zetelde hij in de VN-Waarheidscommissie voor El Salvador, en eind jaren 1990 als lid van het Mensenrechtencomité van de Verenigde Naties.
Gespecialiseerd in internationaal recht en mensenrechten werd hij op 2 maart 2000 verkozen en op 6 februari 2006 herkozen in het Internationaal Gerechtshof.

## Inhoud
De Veiligheidsraad:
- Betreurt het ontslag van rechter Thomas Buergenthal, dat op 6 september 2010 ingaat.
- Merkt op dat zo een positie vrijkomt voor de rest van diens ambtstermijn, die moet worden ingevuld.
- De datum van de verkiezing hiervoor moet door de Veiligheidsraad worden vastgelegd.
- Beslist dat deze verkiezing zal doorgaan op 9 september 2010 tijdens een vergadering van de Veiligheidsraad en de Algemene Vergadering tijdens diens 64ste sessie.

## Verwante resoluties
- Resolutie 1571 Veiligheidsraad Verenigde Naties (2004)
- Resolutie 1914 Veiligheidsraad Verenigde Naties
- Resolutie 2034 Veiligheidsraad Verenigde Naties (2012)

Lijst ·  1908 ·  1909 ·  1910 ·  1911 ·  1912 ·  1913 ·  1914 ·  1915 ·  1916 ·  1917 ·  1918 ·  1919 ·  1920 ·  1921 ·  1922 ·  1923 ·  1924 ·  1925 ·  1926 ·  1927 ·  1928 ·  1929 ·  1930 ·  1931 ·  1932 ·  1933 ·  1934 ·  1935 ·  1936 ·  1937 ·  1938 ·  1939 ·  1940 ·  1941 ·  1942 ·  1943 ·  1944 ·  1945 ·  1946 ·  1947 ·  1948 ·  1949 ·  1950 ·  1951 ·  1952 ·  1953 ·  1954 ·  1955 ·  1956 ·  1957 ·  1958 ·  1959 ·  1960 ·  1961 ·  1962 ·  1963 ·  1964 ·  1965 ·  1966